# Banderes de l'orgull transgènere
A diferència de les comunitats LGBTI d'arreu del món, que han adoptat la bandera d'Arc de Sant Martí, les organitzacions, els individus i les comunitats transgènere no han confluït en una sola bandera. La més comuna és blava, rosa i blanca, però n'hi ha moltes que es fan servir amb la mateixa finalitat i significat, com a alternativa dels símbols més estesos. Les banderes transgènere solen representar l'orgull, la diversitat, els drets i/o la memòria de les persones transgènere, les seves organitzacions, les seves comunitats i els seus aliats.

## Bandera de l'orgull transgènere (Monica Helms)
El més prominent d'aquests dissenys de bandera conegut com a "Bandera de l'orgull transgènere" i és un símbol de d'orgull, diversitat i drets de les persones transgènere.
La Bandera de l'orgull transgènere va ser creada per la dona transgènere americana Monica Helms l'any 1999, i fou mostrada per primer cop al Dia de l'Orgull de Phoenix, Arizona, als Estats Units.
La bandera representa la comunitat transgènere i consisteix en cinc línies horitzontals: dues blau cel, dues rosa, i una blanca en el centre.
Helms descriu el significat de la bandera amb les següents paraules:
"Les línies superior i inferior són blau cel, el color tradicional dels nadons masculins. Les Línies següents són roses, el color de les noies. La d'enmig és blanca, pels que es troben en transició o consideren que tenen un gènere neutral o indefinit."
L'any 2017, l'Ajuntament de Palma penjà la bandera de l'orgull transgènere a la Plaça de Cort com a símbol de tolerància i lluita contra la transfòbia. L'any 2018, els ajuntaments mallorquins d'Alcúdia, Pollença i Sa Pobla pintaren els bancs dels seus respectius municipis amb els colors d'aquesta bandera. El 31 de març de 2019, el Consell de Mallorca la feu onejar en la seva façana amb motiu del Día Internacional de la Visibilitat Transgènere.
En el Regne Unit, l'ajuntament de Brighton i Hove onejà aquesta bandera el Dia de la Memòria Transgènere. Transport for London també feu onejar a la seu del Metro de Londres amb motiu de la Setmana de la Conscienciació Transgènere de 2016.
Fou penjada en la gran asta del districte de Castro de San Francisco (on normalment oneja la bandera de l'Arc de Sant Martí), per primera vegada, els dies 19 i 20 de novembre de 2012, en commemoració del Dia de la Memòria Transgènere. La cerimònia de l'aixecament de la bandera fou presidit per la drag queen local La Monistat.
El 19 d'agost de 2014, Monica Helms va donar la bandera de l'orgull original al Museu Nacional d'Història americana Smithsonian.
Filadèlfia esdevenia el primer comtat dels EUA en hissar la bandera de l'orgull transgènere l'any 2015. Fou hissada a l'ajuntament, en honor del 14è Congrés de salut trans i es mantingué al costat de la dels Estats Units i la de la ciutat durant tot el temps que durà el congrés. El batle Michael Nutter oferí un discurs en honor de l'acceptació de la comunitat trans a Filadèlfia.
El gener de 2019, la congressista per Virginia Jennifer Wexton va penjar la bandera de l'orgull transgènere fora de la seva oficina de Washington DC, en un moviment per mostrar el seu suport cap a la comunitat transgènere. El març de 2019, dotzenes de congressistes demòcrates i independents onejaren banderes trans fora de les seves oficines amb motiu de la Setmana de la Visibilitat Trans fins al Dia Internacional de la Visibilitat Transgènere.

### Variacions de la bandera de l'orgull transgènere
Un gran nombre de comunitats han creat la seva pròpia bandera partir del disseny original de Monica Helms, afegint símbols o elements que reflecteixin aspectes de la identitat transgènere, com el quarter que s'afegeix a la Bandera dels Estats Units per tal de representar el moviment trans nord-americà.

#### Bandera Black Trans
Una variant de la bandera de l'orgull transgènere anomenada "Black Trans Flag" fou creada per l'activista transexual i escriptora Raquel Willis. Té una línia en el mig en comptes de la ratlla blanca original. Willis la va crear per a representar els nivells més alts de discriminació, violència i assassinat que es donen en la comunitat negra trans en comparació a la resta del moviment a nivell global. Ho proposà en primer lloc al seu compte de Facebook i fou utilitzat per primer cop el 25 d'agost de 2015 per activistes transgènere negres per tots els Estats Units com a part del primer "Black Trans Liberation Tuesday" (Dimarts de l'alliberament trans negre). Aquest dia fou dedicat, conjuntament amb el Black Lives Matter, a les dones transgènere negres assassinades durant l'any. Aquesta bandera ha rebut algunes crítiques per eliminar el simbolisme referent a les persones no binàries.

## Dissenys alternatius
Durant anys, diverses organitzacions, comunitats i individus transgènere han adoptat nombroses banderes per a representar-los. Algunes continuen essent utilitzades com a alternatives a les banderes ja esmentades.

Bandera transgènere i genderqueer israeliana

### Bandera transgènere i genderqueer israeliana
Un tercer disseny és emprat a Israel per la comunitat transgènere i genderqueer. La bandera fons verd de neó (per als espais exteriors) i, al centre i de color negre, la combinació dels símbols de Venus, Mart i la combinació d'ambdós ("⚧"), bo i representant els homes, les dones i les persones transsexuals.

### Bandera trans (Michelle Lindsay)
La coneguda com a "Bandera trans" fou creada a Ontario per la dissenyadora gràfica Michelle Lindsay, natural d'Ottawa. Consisteix en dues línies, la superior en magenta, representa el femení, mentre que el blau inferior representa el masculí. Se superposa la triple representació de Mart, Venus i la combinació d'ambdós ("⚧") que, com en el cas de la bandera israeliana, representant als homes, les dones i les persones transsexuals.
La bandera trans fou utilitzada per primer cop a Ottawa, amb motiu de l'edició del Dia de la Memòria Transgènere de 2010. Aquest esdeveniment va incloure una cerimònia en que la policia d'Ottawa descobria i hissava aquesta bandera. La cerimònia va ser repetida durant les edicions de 2011 a Ottawa i Gatineau, aquest cop amb els paramèdics i l'ajuntament d'Ottawa i el de Gatineau hissant la bandera durant les seves respectives cerimònies. La llista dels grups que fan servir de manera oficial la Bandera trans a la zona d'Ottawa-Gatineau com a part del Dia de la Memòria Transgènere creix any rere any. La Bandera Trans també ha estat utilitzada per part de la desfilada de l'Orgull de Peterborough.

### Bandera de l'orgull transgènere (Johnathan Andrew)

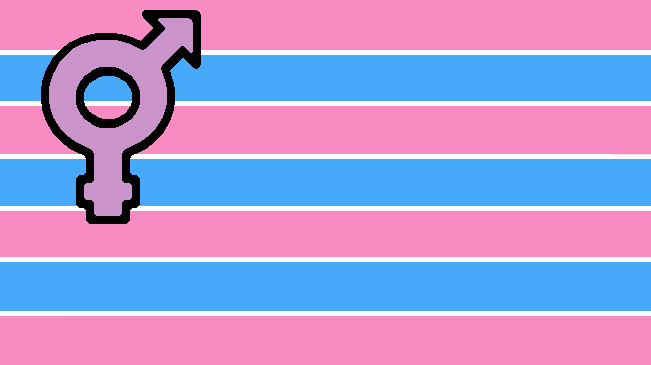
La Bandera de l'orgull transgènere fou dissenyada el 1999 per Johnathan Andrew ("Capità John") de la pàgina web trans "Adventures in Boyland" (1999-2004).

En 1999, l'home transexual de San Francisco Johnathan Andrew, sota el seudònim "Capità John", dissenyà una bandera per a aquells que s'identifiquen com a transgènere i la publicà a la seva pàgina web trans "Adventures in Boyland". Consisteix en set línies que alternen el rosa i el blau, separades per fines línies blanques i mostrant, al quarter superior esquerre, la combinació dels símbols de Mart i Venus ("⚥"). La repetició del simbolisme cromàtic de la coneguda bandera de Monica Helms és considerable.

### Caleidoscopi Trans
L'any 2014 sorgeix una nova bandera, coneguda com el "Caleidoscopi trans", creada per la Toronto Trans Alliance (TTA). Fou hissada en la primera celebració del Dia de la Memòria Transgènere a l'ajuntament de Toronto, el novembre de 2014. Fou seleccionada pels membres de la TTA per a aquesta ocasió, a través d'una votació, per sobre de les banderes de Monica Helms i Michelle Lindsay. El Caleidoscopi trans és descrit a la web de la TTA de manera que:
"La graduació de colors representa el rang d'identitats de gènere en tot el seu espectre, amb colors individuals que representen:
- Rosa: dones/feminitat
- Porpra: els qui senten la seva identitat de gènere com una combinació de mascle i femella
- Verd: els qui senten la seva identitat de gènere no és ni masculina ni femenina
- Blau: homes/masculinitat

El cercle groc representa els qui són intersexuals.
El nou símbol blanc nou amb vorera negra és una extensió del símbol Trans amb els símbols masculí i femení, un que els combina ambdós i un pol pla (sense fletxa o barra) que representa aquells amb una identitat de gènere que tampoc no és masculina ni femenina de manera que s'inclouen totes les opcions."